# Ласковский (посёлок)
Ласковский — посёлок в Рязанском районе Рязанской области России. Входит в состав Заборьевского сельского поселения.

## Географическое положение
Посёлок Ласковский расположен примерно в 25 км к северо-востоку от Рязани.

## История
Населённый пункт возник как посёлок при железнодорожной станции Рязанско-Владимирской узкоколейной железной дороги.
Постановлением Рязанской областной Думы от 2 октября 1996 года N 85 посёлок станции Ласково Заборьевского сельского округа переименован в посёлок Ласковский.

## Население
| 2010 |
| ---- |
| 401  |